# Love Is Dead
Love is Dead je prvi studijski album od estonske pop pjevačice Kerli Kõiv. Album je izdan 8. srpnja 2008. godine od izdavačke kuće Island Records. Kerli je pisala pjesme za album više od 5 godina. Većinu pjesama napisala je u dubokoj depresiji ili tijekom izlaska iz depresije.

## O albumu
Album je trebao biti izdan u travnju 2008. godine ali je premješten na 29. srpanja 2008., pa na 8. srpnja 2008. "Butterfly Cry" nije izdan kao singl i ako je bio najposjećenija pjesma na YouTubeu, posjećena oko 423,000 puta u osam mjeseci. Njezin četvrti singl Fragile bio je samo pušten na radija, jer radila na svome drugome studijslom albumu. 

## Popis pjesama
1. "Love Is Dead" (Kerli Kõiv/David Maurice/Miles Gregory) – 4:39
2. "Walking on Air" (Kõiv/Lester Mendez) – 4:29
3. "The Creationist" (Kõiv/Guy Chambers) – 3:39
4. "I Want Nothing" (Kõiv/Maurice) – 3:59
5. "Up Up Up" (Kõiv/Maurice) – 3:26
6. "Bulletproof" (Kõiv/Thomas Who) – 5:04
7. "Beautiful Day" (Kõiv/Dead Executives) – 4:07
8. "Creepshow" (Vanessa Bley/Kõiv/Maurice) – 3:14
9. "Hurt Me" (Kõiv/Mendez) – 3:39
10. "Butterfly Cry" (Kõiv/Krister Linder) – 4:29
11. "Strange Boy" (Kõiv/Maurice) – 3:16
12. "Fragile" (Peter Agren/Kõiv/Anders Lennartsson) – 4:12
13. "Heal" – 6:05 (iTunes bonus pjesma)

## Ljestvice
| Ljestvice (2008.)                | Najviša pozicija |
| -------------------------------- | ---------------- |
| Belgija (Flandrija)              | 61               |
| Belgija (Valonija)               | 52               |
| Estonija                         | 1                |
| Italija                          | 64               |
| SAD Billboard 200                | 126              |
| SAD Billboard Heatseekers        | 2                |
| SAD Billboard Top Digital Albums | 141              |
| Švicarska                        | 92               |

## Povijest objavljivanja
| Regija   | Datum              | Izdavač           | Format                 |
| -------- | ------------------ | ----------------- | ---------------------- |
| SAD      | 8. srpnja, 2008.   | Island Records    | CD, digitalni download |
| Italija  | 27. veljače, 2009. | Universal Records | CD, digitalni download |
| Njemačka | 24. travnja, 2009. | Universal Records | CD, digitalni download |